# Équipe d'Argentine des moins de 17 ans de football
Maillots
L'équipe d'Argentine des moins de 17 ans est une sélection de joueurs de moins de 17 ans au début des deux années de compétition placée sous la responsabilité de la Fédération d'Argentine de football. L'équipe a remporté 2 fois le Championnat des moins de 17 ans de la CONMEBOL, mais n'a jamais atteint la finale de la Coupe du monde des moins de 17 ans.

## Parcours en Championnat des moins de 17 ans de la CONMEBOL
- 1985 :  Vainqueur
- 1986 : 4e
- 1988 :  Finaliste
- 1991 :  3e
- 1993 :  3e
- 1995 :  Finaliste
- 1997 :  Finaliste
- 1999 : 4e
- 2001 :  Finaliste
- 2003 :  Vainqueur
- 2005 : 1er tour
- 2007 :  3e
- 2009 :  Finaliste
- 2011 :  3e
- 2013 :  Vainqueur
- 2015 :  Finaliste
- 2017 : 1er tour
- 2019 :  Vainqueur
- 2023 :  3e

## Parcours en Coupe du monde des moins de 17 ans
- 1985 : 1er tour
- 1987 : Non qualifiée
- 1989 : Quarts-de-finale
- 1991 :  3e
- 1993 : 1er tour
- 1995 :  3e
- 1997 : Quarts-de-finale
- 1999 : Non qualifiée
- 2001 : 4e
- 2003 :  3e
- 2005 : Non qualifiée
- 2007 : Quarts-de-finale
- 2009 : Huitièmes-de-finale
- 2011 : Huitièmes-de-finale
- 2013 : 4e
- 2015 : 1er tour
- 2017 : Non qualifiée
- 2019 : Huitièmes-de-finale
- 2023 : 4e

## Palmarès
- Coupe du Monde de football des moins de 17 ans
  -  Troisième en 1991, 1995 et 2003

- Championnat de la CONMEBOL de football des moins de 17 ans
  -  Vainqueur en 1985, 2003, 2013 et 2019
  -  Finalista en 1988, 1995, 1997, 2001, 2009 et 2015
  -  Troisième en 1991, 1993, 2007, et 2011 et 2023

## Anciens joueurs
- Mateo Musacchio
- Ezequiel Garay
- Neri Cardozo
- Lucas Biglia
- Javier Mascherano
- Carlos Tévez
- Pablo Zabaleta
- Juan Sebastián Verón
- Esteban Cambiasso
- Pablo Aimar
- Hugo Maradona
- Roberto Abbondanzieri
- Franco Costanzo
- Gabriel Milito
- Hugo Roberto Colace